# St. Johannes (Guckheim)

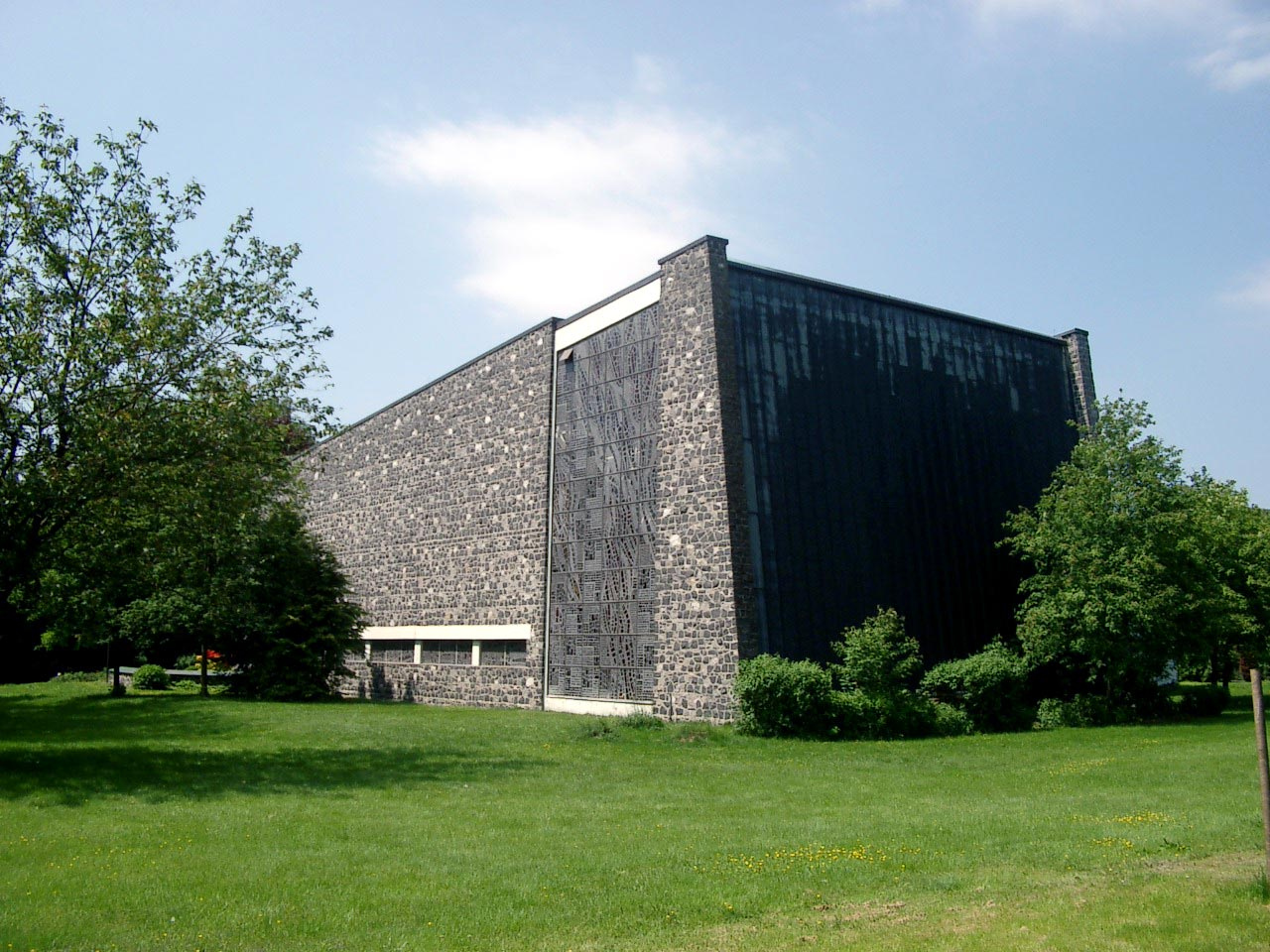
St.-Johannes-Kirche in Guckheim,
Einweihung 16. Juni 1963,
Architekt: Hans Busch, Frankfurt/Main

Die Kirche St. Johannes in Guckheim (Rheinland-Pfalz) ist ein Kirchenbau des Frankfurter Architekten Hans Busch.

## Geschichte
Ende der 1950er Jahre reichten der größer werdenden Gemeinde Guckheim die Platzverhältnisse in der örtlichen Marienwaldkapelle nicht mehr aus. Einem Antrag an Sonn- und Feiertagen zwei Gottesdienste abzuhalten, konnte aufgrund eines Priestermangels nicht entsprochen werden. Zusammen mit dem für seine sakralen Bauten bekannten Architekten Hans Busch aus Frankfurt am Main plante man daher eine Vergrößerung der Kapelle einschließlich eines neuen Glockenturms.
Hans Busch wurde mit den Planungen beauftragt. Erst der dritte Entwurf, jetzt nicht mehr als Kapellenerweiterung, sondern als Kirchenneubau, fand die Zustimmung des Bischöflichen Ordinariats. Auf kirchliche Empfehlung hin wurde aus Kostengründen auf den Bau eines Glockenturms und des geplanten Jugendheims verzichtet.
Mit den Bauarbeiten begann man im Sommer 1961 auf dem Wiesengelände Weltersbitz. Die Grundsteinlegung fand am 1. Oktober 1961 statt. Bis zum Frühjahr 1962 wurde der Rohbau erstellt, Richtfest feierte man am 17. Mai 1962. Die Einweihung fand schließlich am 16. Juni 1963 statt, den ersten Gottesdienst hatte man jedoch bereits Weihnachten 1962 abgehalten. Als Schutzpatron wurde Johannes der Täufer gewählt.
Die dem Schema einer Wegekirche folgende St.-Johannes-Kirche ist ein betont schlichter Baukörper mit rechteckigem Grundriss, einem nach Westen abfallenden Pultdach und einer Sakristei im nördlich anschließenden Nebengebäude. Dem Richtung Osten ausgerichteten Altar steht aufgrund der Dachform die größte Raumhöhe zur Verfügung. Der einschiffige Kirchenraum mit Empore wird an den Längsseiten von dicken Mauern aus Basalt-Bruchsteinen, einem typischen Baumaterial der Gegend, umschlossen.
Belichtet wird der Kirchenraum von einem horizontalen und mehreren vertikalen Fensterbändern mit Glasmosaiken. Das nach Süden orientierte einzige horizontale Fensterband stellt mit seinen Glasmosaiken die  Leidensgeschichte Christi dar. Der erwähnte Glockenturm wurde bis heute nicht gebaut, obwohl die Fundamente mit Zustimmung des Bischöflichen Ordinariats in der Bauphase ausgeführt wurden.
Die St.-Johannes-Kirche steht unter Denkmalschutz.